# 1998 HL120
1998 HL120 är en asteroid i huvudbältet som upptäcktes den 23 april 1998 av LINEAR i Socorro County, New Mexico.
Asteroiden har en diameter på ungefär 7 kilometer och den tillhör asteroidgruppen Eunomia.